# Усть-Чая
Усть-Ча́я (рос. Усть-Чая) — присілок (у минулому селище) у складі Колпашевського району Томської області, Росія. Входить до складу Новогоренського сільського поселення.

## Населення
Населення — 103 особи (2010; 168 у 2002).
Національний склад (станом на 2002 рік):
- росіяни — 93 %